# بیسین
بیسین (به انگلیسی: Bicine) با فرمول شیمیایی C6H13NO4 یک هیدروکسی اسید با شناسه پاب‌کم 13097 است که جرم مولی آن ۱۶۳٫۱۷ گرم بر مول می‌باشد. هیدروکسی اسیدها گروهی از اسیدهای کربوکسیلیک هستند که یک گروه عاملی هیدروکسیل به آنها افزوده شده است. 